# Castell del Rei (muntanya)
El Castell del Rei és una muntanya de Mallorca que té les runes d'un castell roquer al cim.
Està situat a la Vall de Ternelles, a Pollença i té una altura de 492 m.
El castell, usat des de l'època romana fou usat de talaia més que de recinte per a la defensa i fou abandonat el segle xviii i es va anar deteriorant. De propietat privada, actualment està en runes. Actualment el camí que condueix al castell és motiu de controvèrsia. Essent un camí públic, els propietaris (la família March) han aconseguit restringir el seu accés.
El poeta Miquel Costa i Llobera va escriure el poema Castell del Rei el 1896.